# Campylaspis exarata
Campylaspis exarata är en kräftdjursart som beskrevs av Jones 1974. Campylaspis exarata ingår i släktet Campylaspis och familjen Nannastacidae. Inga underarter finns listade i Catalogue of Life.